# Xã Monroe, Quận Clarion, Pennsylvania
Xã Monroe (tiếng Anh: Monroe Township) là một xã thuộc quận Clarion, tiểu bang Pennsylvania, Hoa Kỳ. Năm 2010, dân số của xã này là 1.544 người.